# Richard Ruccolo
Richard Ruccolo (Marlton, 2 de março de 1972) é um ator estadunidense.
Ruccolo chegou a Los Angeles, na Califórnia, após terminar o ensino médio em sua cidade-natal. Ele conseguiu alguns pequenos papéis em Beverly Hills, 90210 e The X-Files. Ele também fez algumas aparições em Joey, spin-off de Friends, mas seu papel mais importante até hoje foi Peter Dunville no sitcom Two Guys and a Girl. Ele também estrelou filmes como Missing in the USA, All Over the Guy, The One e Anacardium.